# Peaches Geldof
Pour les articles homonymes, voir Geldof.
Peaches Honeyblossom Geldof, née le 13 mars 1989 et morte le 7 avril 2014 d'une surdose d'héroïne à l'âge de 25 ans, est une journaliste, présentatrice de télévision et mannequin britannique. Elle est la deuxième fille de Bob Geldof et de Paula Yates, présentatrice et écrivain, elle-même morte d'une overdose en 2000.
Peaches a deux sœurs, Pixie et Fifi et une demi-sœur, Tiger Lily.

## Biographie

### Carrière
Elle commence sa carrière à l'âge de quinze ans comme chroniqueuse dans le magazine Elle Girl UK, puis dans le Daily Telegraph et dans The Guardian.
Elle anime plus tard plusieurs émissions de télévision sur la chaîne ITV2 qui se nomment OMG! with Peaches Geldof.

### Vie privée
Peaches Geldof a été mariée une première fois en 2009, pendant six mois, au musicien Max Drummey. Puis elle s'est mariée avec le musicien Thomas Cohen, leader du groupe S.C.U.M et ont eu ensemble deux fils : le premier est né le 21 avril 2012 et le second est né le 24 avril 2013.
Elle ne se cachait pas d'avoir rejoint l'Église de Scientologie puis un autre culte obscur, Ordo Templi Orientis, dont elle s'était fait tatouer sur l'avant-bras droit l'acronyme OTO, entouré d'un cœur, s'intéressant aux travaux d'Aleister Crowley.

### Mort
Peaches Geldof est retrouvée morte à 25 ans dans sa villa située près de Wrotham, dans le Kent, au Sud-Est de l'Angleterre le lundi 7 avril 2014.
Sa mort est d'abord considérée comme « inexpliquée et soudaine » par les forces de l'ordre. Son père Bob a déclaré à la presse être inconsolable de la perte de sa fille. Selon Metronews, « des troubles alimentaires » seraient à l'origine de sa disparition. Les analyses toxicologiques ont ensuite démontré qu'elle a succombé à une surdose d'héroïne,.